# Anne de la Bretonnière
 (septembre 2022).
 (mars 2013).
Si vous disposez d'ouvrages ou d'articles de référence ou si vous connaissez des sites web de qualité traitant du thème abordé ici, merci de compléter l'article en donnant les références utiles à sa vérifiabilité et en les liant à la section « Notes et références ».
 (novembre 2014).
Anne de La Bretonnière (1645-1714) est une religieuse française.

## Origines
La première mention d'Anne de La Bretonnière remonte à 1665 au moment où elle devient religieuse à l'abbaye Saint-Rémy-des-Landes, dans le diocèse de Chartres. De sa jeunesse on ne connait rien si ce n'est sa date de naissance située aux alentours de 1645.
Présentée comme nièce de Pierre Stoppa, officier des régiments suisses issu de la famille Stoppa et de son épouse Anne-Charlotte de Gondi, riche noble issue de l'influente famille de Gondi, elle bénéficie de l'appui de ces derniers pour obtenir du roi Louis XIV sa charge de prieure de l'Hôtel-Dieu de Château-Thierry en 1682. Sa nomination est un temps retardée par des tensions entre le royaume de France et la papauté qui retardent l'émission des bulles d'institution canoniques qui ne sont délivrées qu'à la faveur d'une accalmie en 1683. Dès lors, la nouvelle prieure entreprend la restructuration complète de l'établissement.

## Une réforme temporelle
Dans les semaines qui suivent son accession à la direction de l'Hôtel-Dieu, madame de La Bretonnière entreprend une vaste campagne de réédification des bâtiments grâce à l'argent qu'elle obtient du couple Stoppa. Les travaux se succèdent pendant plus d'un quart de siècle pour donner naissance à un riche établissement à l'importance décuplée par le rattachement d'une trentaine de maladreries alentours ordonné par Louis XIV au sein d'arrêts datés de 1695, 1696 et 1698.

## Une réforme spirituelle
La nouvelle prieure entreprend également une restructuration spirituelle de son établissement. Elle commence par l'émanciper de la tutelle papale pour le placer sous celle de l'évêque de Soissons. Cette proximité avec l'autorité spirituelle est censée prévenir d'éventuels dommages émanent du contexte politico-religieux. Anne de La Bretonnière fait par ailleurs rédiger et imprimer un Cérémonial ainsi qu'un Livre des Constitutions et des Pénitences, dotant ainsi l'Hôtel-Dieu de son propre règlement (il suivait auparavant celui de l'Hôtel-Dieu de Paris).

## L'essoufflement du mécénat
La Prieure de l'Hôtel-Dieu bénéficie du soutien sans faille du couple Stoppa qui mécène sans compter leur nièce et, par son intermédiaire, l'Hôtel-Dieu. Après la mort de madame Stoppa en 1694, et surtout celle de Pierre Stoppa en 1701, madame de La Bretonnière tente de prolonger les bienfaits du couple. Bien vite, face à l'épuisement de leur héritage, elle se voit contrainte de vendre certains de ses effets personnels pour acheter du blé afin de nourrir les pensionnaires de l'Hôtel-Dieu.
Âgée et épuisée par la rigueur qui accompagne la fin du règne de Louis XIV, elle meurt le 26 octobre 1714 et est enterrée le lendemain auprès de son oncle et sa tante dans le caveau qu'ils ont fait édifier au sein de la chapelle de l'Hôtel-Dieu.
Si l'Hôtel-Dieu de Château-Thierry retrouve peu à peu une existence paisible, une large part des bienfaits hérités du couple Stoppa et du priorat d'Anne de La Bretonnière est toujours visible aujourd'hui au sein de l'Hôtel-Dieu ouvert au public en tant que musée.

### liens externes
- Site officiel du musée de l'Hôtel-Dieu